# Pesnikov portret z dvojnikom
Pesnikov portret z dvojnikom je slovenski biografski film o Francetu Prešernu iz leta 2002 v režiji Francija Slaka po scenariju Matjaž Kmecl in Branku Šömenu. Filmi je posnet po istoimenski nadaljevanki v petih delih ob 200-letnici Prešernovega rojstva. 

## Igralci
- Jožica Avbelj
- Ludvik Bagari
- Ivo Ban
- Manca Dorrer
- Veronika Drolc
- Nataša Barbara Gračner
- Jure Ivanušič
- Milada Kalezič
- Vlado Novak
- Saša Pavček
- Radko Polič
- Pavle Ravnohrib kot France Prešeren
- Mario Šelih
- Janez Škof
- Lotos Šparovec
- Branko Šturbej
- Matjaž Tribušon
- Branko Završan
- Milena Zupančič